# Cilunculus bifidus
Cilunculus bifidus is een zeespin uit de familie Ammotheidae. De soort behoort tot het geslacht Cilunculus. Cilunculus bifidus werd in 1968 voor het eerst wetenschappelijk beschreven door Stock. 